# Коростів
Ко́ростів — село в Україні, у Стрийському районі Львівської області. Населення становить 900 осіб. Орган місцевого самоврядування — Сколівська міська рада.

## Географія
На південно-західній стороні від села потік Паназувка впадає у річку Оряву.
На західній та на північно-західній околицях потоки Секул та Мала Бутивля впадають у річку Оряву.
У селі потік Хемчин впадає у річку Бутивлю.

## Мікротопонімія

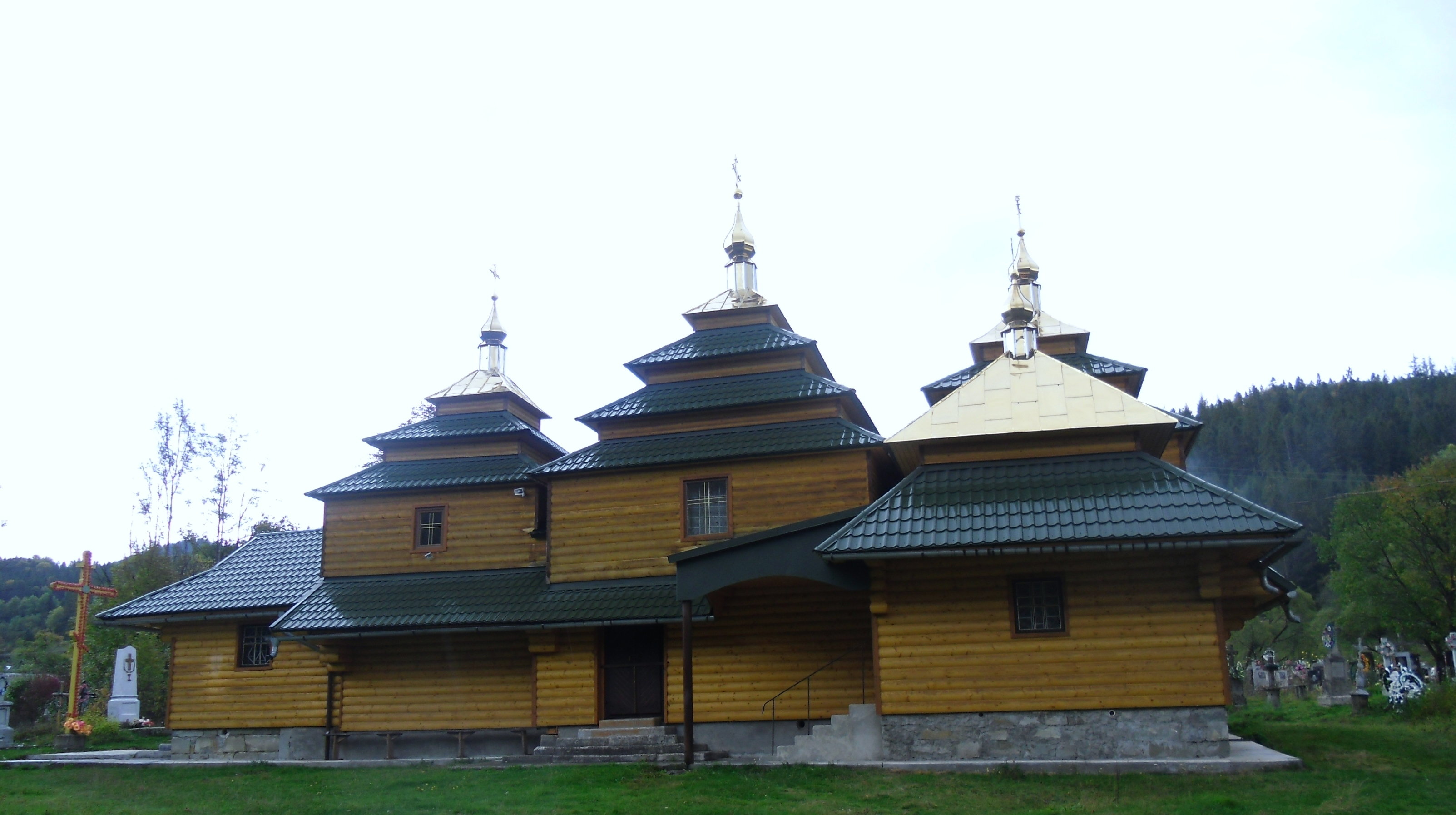
Церква Св. Параскеви (1874 року).

Коростів має два присілки:
- Бутівля — відома тим, що з давніх часів тут інтенсивно заготовляють ліс;
- Гута — варили скло, що було знане у всій Австро-Угорщині.

Також збереглися давні назви урочищ: Бозники, Верхній Ванч, Грамники (давніша назва — Грабники), Ґуральня, Доли (На Долині), Заглибокий, Круг (На Крузі), Нижній Ванч, Пасіки, Підпосіч, Плоснина, Посіч, Постріш (Постріч), Розтіки (Ростіки), Секільський потік, Тирки, Ужварня, Черінь.

## Історія
1920 року село увійшло до складу Стрийського повіту Станиславівського воєводства Другої Речі Посполитої.
Протягом 1934–1939 років село входило до складу Козівської ґміни Стрийського повіту Станиславівського воєводства.

## Населення
Згідно з переписом УРСР 1989 року чисельність наявного населення села становила 913 осіб, з яких 436 чоловіків та 477 жінок.
За переписом населення України 2001 року в селі мешкало 911 осіб.

### Мова
Розподіл населення за рідною мовою за даними перепису 2001 року:
| Мова       | Відсоток |
| ---------- | -------- |
| українська | 99,04 %  |
| російська  | 0,96 %   |

## Релігія
В селі розташована церква Святої Параскеви, яка зведена у 1874 році. Церква дерев'яна, з трьох сторін оточена цвинтарем. Пам'ятка архітектури національного значення.

## Відомі люди
Народилися:
- Бугрій Ігор Миколайович (нар. 1953) — український краєзнавець;
- Митрополит Миколай (в миру Евгеній Миколайович Юрик; 6 грудня 1910, село Коростів, Галіція з 1 жовтня 1984) — єпископ Руської православної церкви, митрополит Львівський и Тернопільский;
- Минів Василь Ярославович (1985—2022) — солдат Збройних Сил України, учасник російсько-української війни, що загинув у ході російського вторгнення в Україну в 2022 році.

## Галерея

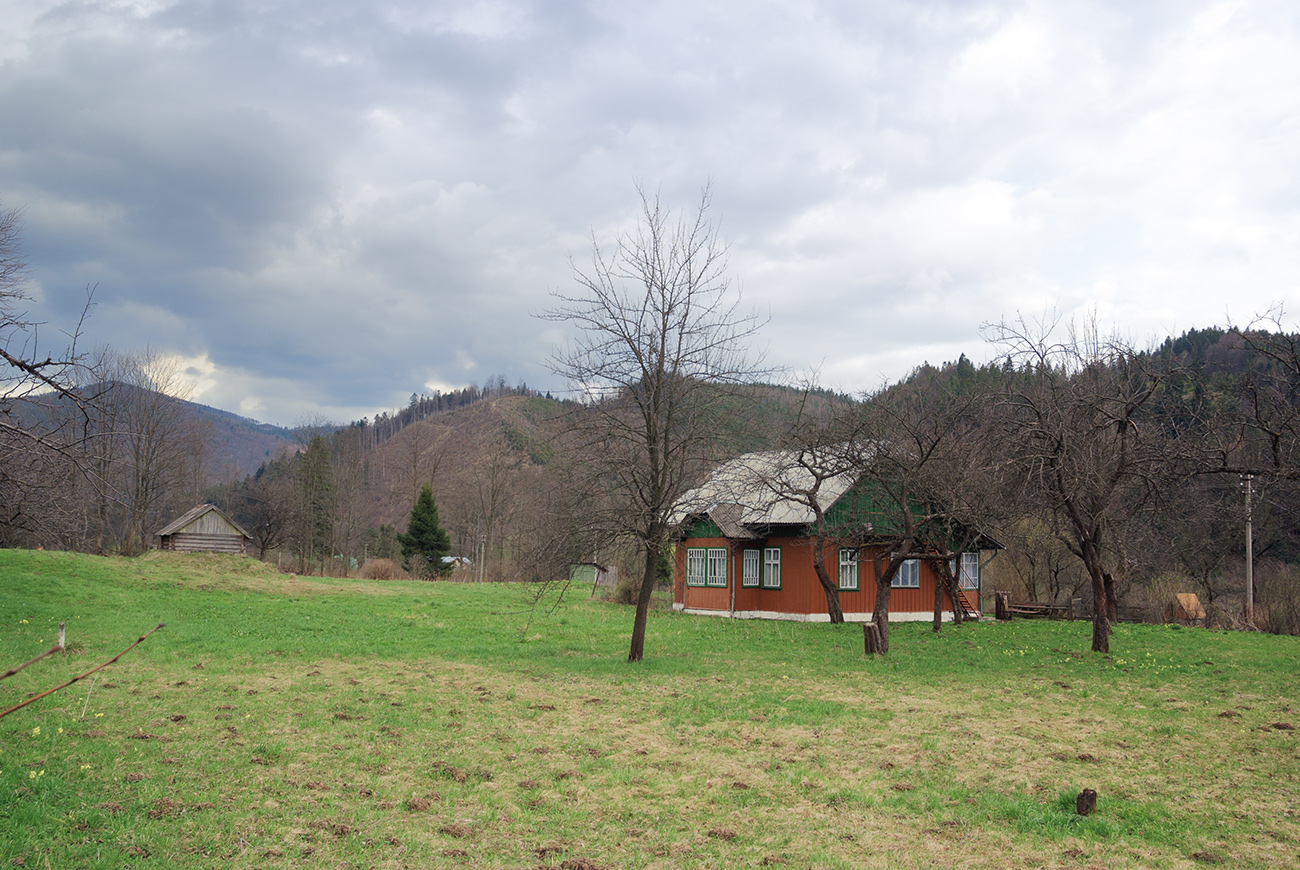
Вид на село від церкви
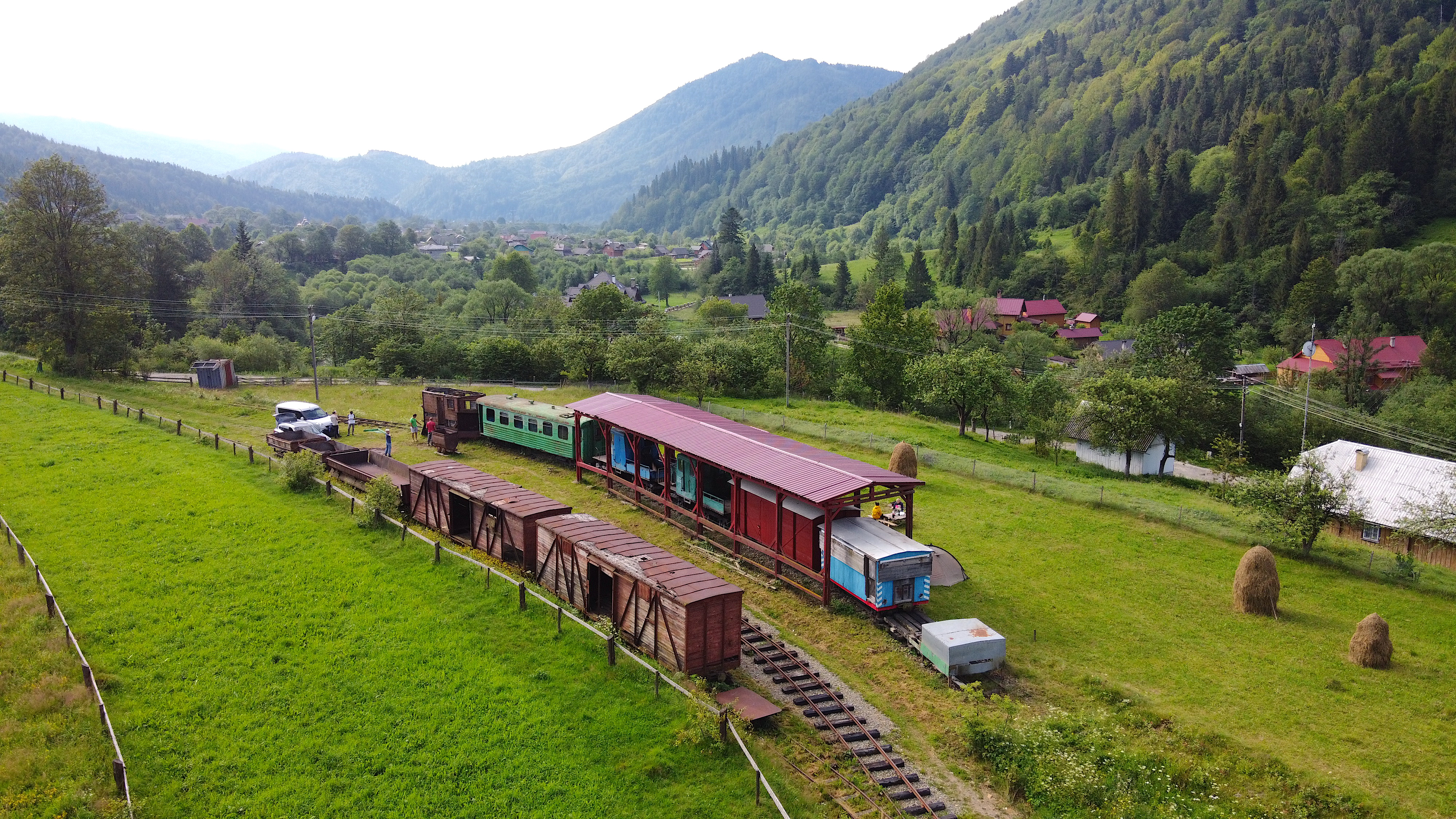
Коростівська вузькоколійка
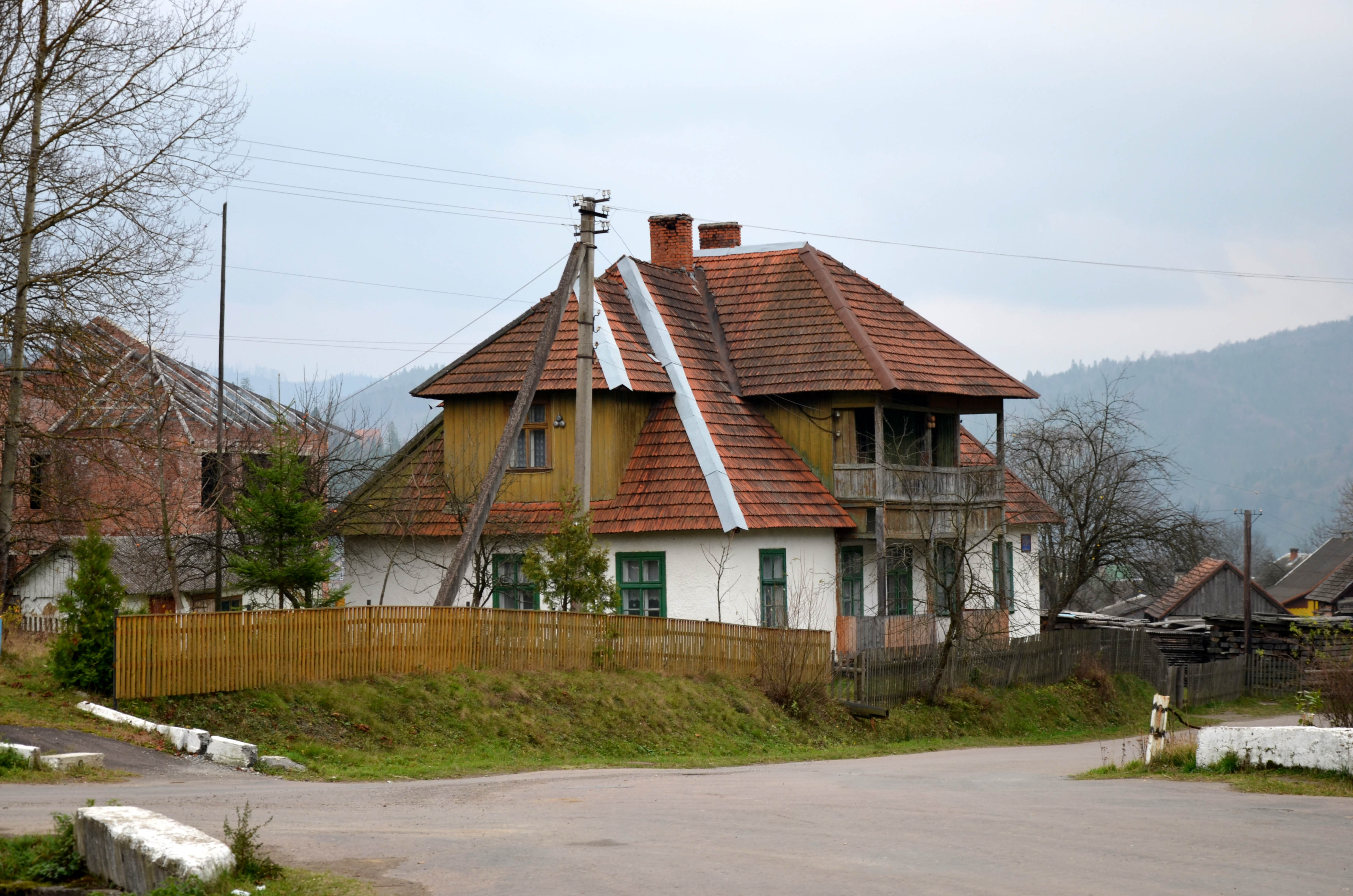
Школа в селі Коростів